# متحف ستيديليك أمستردام
متحف ستيديليك بأمستردام تنطق بالهولندية: [ˈsteːdələk myˈzeːjʏm ˌɑmstərˈdɑm] المعروف أكثر باسم ستيدليك فقط، هو متحف للفن الحديث والفن المعاصر والتصميم يقع في أمستردام، هولندا.
تم تصميم المبنى الذي يعود تاريخه إلى القرن التاسع عشر من قبل أدريان ويليام ويسمان وتم تصميم جناح القرن الحادي والعشرين مع المدخل الحالي من قبل بينثيم كرول للهندسة. يقع في ساحة المتحف في منطقة أمستردام الجنوبية، حيث يقع بالقرب من متحف فان جوخ ومتحف ريجكس وكونسيرت خيباو.
تضم المجموعة الفن والتصميم الحديث والمعاصر من أوائل القرن العشرين حتى القرن الحادي والعشرين. ويضم فنانين مثل فنسنت فان جوخ وفاسيلي كاندينسكي وإرنست لودفيج كيرشنر ومارك شاغال وهنري ماتيس وجاكسون بولوك وكاريل أبيل وآندي وارهول وويليم دي كونينج ومارلين دوماس ولوسيو فونتانا وجيلبرت وجورج. في عام 2015، استقبل المتحف ما يقدر بـ 675000 زائر.

## التاريخ

### القرن التاسع عشر

تم افتتاح المبنى القديم لمتحف ستيدليك في عام 1895

افتتح متحف ستيدليك في أمستردام في 14 سبتمبر 1895 كمبادرة من السلطة المحلية والأفراد. تم تصميم مبنى المتحف الهولندي على طراز عصر النهضة الجديد من قبل المهندس المعماري الهولندي أدريان ويليام ويسمان كجزء من مشروع التحديث الذي قاده المواطنون المحليون ابتداءً من عام 1850. تم تمويل بناء المبنى بشكل كبير في عام 1890 من قبل صوفيا أدريانا دي بروين. على وجه التحديد، تم بناؤه في إطار جمعية لتشكيل مجموعة عامة من الفن المعاصر)، والتي تأسست في عام 1874، لإيواء مجموعة دي بروين للفنون والتحف التي كانت هي تم التبرع بها للمدينة بالإضافة إلى مبلغ كبير من المال. ساهمت عائلة فان إيغن أيضًا في تكاليف البناء والتبرع بلوحات من مجموعة كريستيان Pieter فان إيغن. تم تشييد المبنى بين عامي 1891 و1895 في بالوس بوترستارت، على مسافة قصيرة سيرًا على الأقدام من متحف ريكز. تضمنت المجموعة الأصلية للمتحف ميليشيا من ميليشيا أمستردام، والفن الآسيوي، والمصنوعات اليدوية من متحف قياس الوقت والمتحف الطبي الصيدلاني.

### القرن العشرين
في عام 1905، تم تعيين كورنيليس بارد أمينًا على متحف ستيديليك وتم ترقيته إلى مدير متحف في عام 1920. خلال فترة عمله كمنسق، بدأت السلطة المحلية في بناء مجموعتها الخاصة من الفن الحديث. أدى الكساد الكبير في هولندا إلى تقليص النفقات البلدية وزيادة الحاجة إلى مراجعة السياسات في النصف الأول من الثلاثينيات. في عام 1932، تم إنشاء لجنة مشتريات من عضوين من VVHK وعضوين من السلطة المحلية. أشرفت هذه الشخصيات الأربعة على جميع المشتريات الفنية للمتحف، ولا سيما أعمال لاهاي وأمستردام الانطباعية وقطع من قبل المعاصرين الدوليين.
بدأ المتحف بنشاط في اكتساب الفن في عام 1930. في عام 1933، وصلت مجموعة كتب إم بي بي نيجكيرك إلى ستيدليك، والتي تم توسيعها لاحقًا لتشمل تصميم الكتاب الجمالي والطباعة. افتتح متحف الفن التطبيقي في الطابق الأرضي من الجناح الغربي في 15 ديسمبر 1934. تضمنت هذه المجموعة الأثاث والزجاج والفخار والصيني والتصميم الجرافيكي والملصقات والمنسوجات والمنحوتات الصغيرة والأقنعة والباتيك والأعمال المعدنية والزجاج الملون مع التركيز على الأعمال الهولندية من نهاية القرن تقريبًا.
في عام 1936، تولى ديفيد رويل، الذي عمل سابقًا في متحف ريجكس وكان سكرتيرًا لـ في في آيتش كي، منصب مدير المتحف. عين رويل ويليم ساندبرج أمينًا جديدًا في يناير 1938. تولى ساندبرج في النهاية منصب مدير المتحف في عام 1945. بحلول عام 1962، سلمت في في آيتش كي معظم مجموعتها، بما في ذلك أعمال جورج هندريك برايتنر، وبول سيزان، وجان بابتيست-كميل كورو، وغوستاف كوربيه، وفنسنت فان جوخ، ويوهان جونجكيند.
تحت إشراف ساندبيرغ، بدأ ستيدليك قسمًا للفن التطبيقي في عام 1945 وقسمًا للمطبوعات والرسومات في عام 1954. في بداية عام 1950، بدأ ستيدليك أيضًا في تقديم الموسيقى والأفلام الحديثة. تم بناء الملحق المعروف باسم ساندبيرغ وينغ في عام 1954 لاستيعاب الفن التجريبي. بحلول عام 1956، تمت إضافة غرفة قراءة وغرفة طباعة ومطعم متحفي وحديقة وقاعة جديدة لعروض الأفلام والعروض الموسيقية. حصل ساندبرج على مجموعة أعمال للفنان الروسي كازيمير ماليفيتش عام 1958. في نفس العام، بدأت ساندبيرغ في الحصول على التصوير الفوتوغرافي لمجموعة المتحف؛ كان ستيدليك أول متحف أوروبي غربي للفن الحديث يجمع التصوير الفوتوغرافي. تتضمن المجموعة المصورين البارزين لكل من الطليعة الهولندية والدولية في فترة ما بين الحربين (مثل إروين بلومنفيلد ولازلو موهولي ناجي ومان راي)، ومجموعة واسعة من المصورين الهولنديين في فترة ما بعد الحرب (بما في ذلك إيفا بيسنيو وإد فان دير)، وصور الفنانين، والتصوير الصحفي، والتصوير الفوتوغرافي المستقل للفنون الجميلة من السبعينيات فصاعدًا.
خلال الحرب العالمية الثانية، تم نقل مجموعة ستيدليك ومجموعة متحف أمستردام لحفظها إلى ملجأ في التلال الرملية بالقرب من سانتبورت. كان موظفو المتحف يتناوبون على المراقبة. تمكنت ساندبرج فقط من تفادي الاعتقال؛ في عام 1943، عندما تم إرسال فريق بحث ألماني لإلقاء القبض عليه، هرب ساندبرج بالدراجة إلى الكثبان الرملية. على الرغم من اضطرابات الحرب، استمر ستيدليك في إقامة المعارض. تمت إضافة أعمال إرنست لودفيج كيرشنر وهنري ماتيس إلى المجموعة في نهاية الأربعينيات والخمسينيات. خلال هذا الوقت، حصل ستيدليك أيضًا على أعمال فنية لـ دي ستايل والحركات الدولية ذات الصلة مثل البنائية الروسية وباوهاوس.
تولى إيدي دي وايلد، الذي كان يدير متحف فان آبي في أيندهوفن، منصب المدير من عام 1963 إلى عام 1985. بدأ أول مجموعة من الفن الأمريكي المعاصر في ستيدليك. تحت إدارته، في عام 1971، أدت المناقشات حول الوظائف الاجتماعية والتعليمية للمتحف إلى تشكيل قسم الاتصالات. في أوائل السبعينيات، قام المتحف بأول مقتنياته من فن الفيديو لفنانين أوروبيين بما في ذلك ديبيتس وجيلبرت أند جورج. اليوم، تحتوي مجموعة فن الفيديو على حوالي 900 عمل ومنشأة، بما في ذلك أعمال بايك نام جون وبيل فيولا وبروس نومان. بحلول منتصف السبعينيات، بعد إغلاق غرف الفترة الأخيرة، أصبح ستيدليك حصريًا متحفًا للفن الحديث.

### القرن الواحد والعشرون
في عام 2001، تمت إضافة رسومات كازيمير ماليفيتش وغيره من الفنانين الروس الطليعيين من مجموعة مركز خاردجييف تشاجا الثقافي إلى مجموعة المتحف الخاصة بالفن الأوكراني / الروسي / السوفياتي.

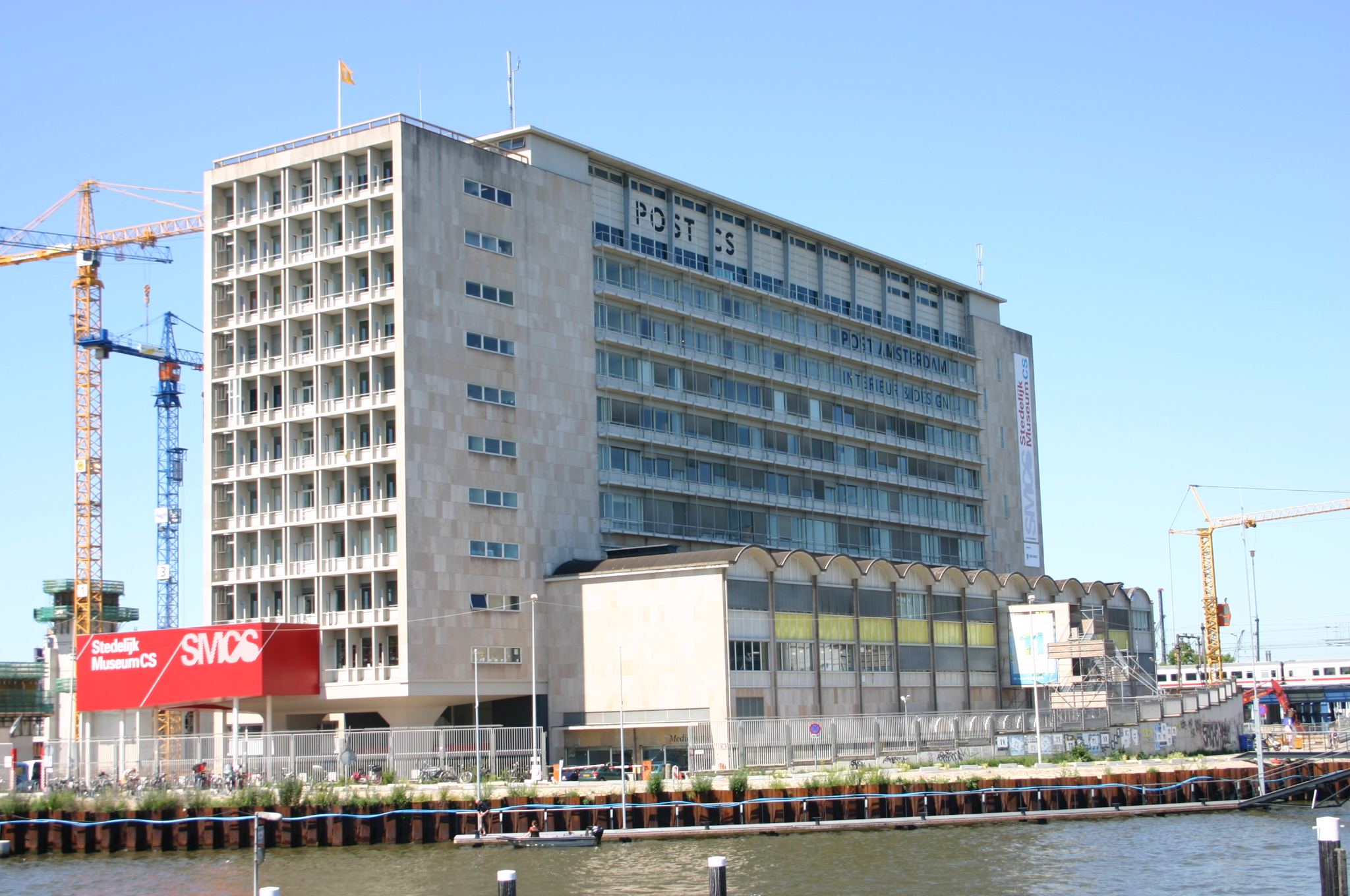
الموقع المؤقت لمتحف ستيدليك في مبنى Post CS

في نهاية عام 2003، تم إغلاق مبنى أدريان ويليام ويسمان بإصرار من إدارة الإطفاء؛ بدأت أعمال التجديد. اتخذ ستيدليك إقامة مؤقتة في مبنى Post CS، حيث سيبقى لمدة 4.5 سنوات. في عام 2005، أقام المتحف شراكة مع مؤسسة بروري الخيرية، بالنيابة عن مجموعة مونيك زافان كوليكشن، حصل المتحف على أعمال فنية أوروبية معاصرة، والتي تم وضعها في المتحف على سبيل الإعارة طويلة الأجل. في عام 2006، نُظمت نقاشات ومحاضرات في سياق معرض «رسم خريطة المدينة»، الذي استكشف علاقة الفنانين بالمدينة. تم إنشاء مساحة تسمى «محطة الإرساء» للعروض التقديمية الشهرية لعمل الفنانين الناشئين. في عام 2008، جذب معرض «أصوات أخرى، غرف أخرى»، وهو معرض يسلط الضوء على أعمال الفيديو لأندي وارهول، 600000 زائر.
في عام 2006، خصخص مجلس المدينة ستيدليك. لقد أصبح مشروعًا تجاريًا أكثر يستأجر مبنى المتحف من المدينة وينظم، نيابة عن المجلس، المعارض ويدير ويحتفظ ويضيف إلى المجموعة البلدية.
ابتداء من أواخر عام 2008، خضع ستيدليك لأعمال بناء كبيرة. استجابة لذلك، بدأ المتحف مشروع «ستيدليك جو تو داون» للحفاظ على حضور مرئي داخل مدينة أمستردام أثناء تجديد المبنى. استمر المشروع حتى النصف الأخير من عام 2009 وشمل سلسلة من ورش العمل والمحاضرات والعروض التقديمية في مواقع مختلفة في جميع أنحاء أمستردام.

شعار متحف ستيديليك الجديد.

من أغسطس 2010 حتى يناير 2011، افتتح متحف ستيدليك أبوابه ببرنامج فريد يسمى «ذا تومبوريري ستيدليك» في المبنى التاريخي الذي تم ترميمه ولكن غير مكتمل. بعد الترحيب بالعودة إلى «الفن والفنانين والجمهور» من خلال أبوابها، واصل ستيدليك هذا البرنامج المؤقت. افتتح «ذا تومبوريري ستيدليك 2»  في مارس 2011 وركز على المجموعة الشهيرة للفن والتصميم الحديث والمعاصر. عرض المعرض اتساع نطاق مجموعة المتحف وعرض أعمال بيت موندريان وكازيمير ماليفيتش وتشارلي توروب وهنري ماتيس ودونالد جود وويليم دي كونينج وإيف كلاين وبروس نعمان وآخرين. تم عرض المختارات من المجموعات على أساس التناوب. بدأ «ذا تومبوروري ستيدليك 3» في أكتوبر 2011 وضم المعارض والعروض التقديمية والأنشطة الموجودة في جميع أنحاء أمستردام. امتد تشييد المبنى على مراحل
أعيد افتتاح المتحف للجمهور في 23 سبتمبر 2012  مع العرض الجماعي «ما وراء الخيال». الفنانون الذين شملهم العرض الافتتاحي هم جيمس بيكيت وإريك بيل وكريستوفر فريك وروسيلا بيسكوتي وإيجلي بودفيتيتي وإيريميا داي وكريستيان فريدريش وسارة فان دير هايد وسوشان كينوشيتا وسوزان كريمان وماثيو لوتز كينوي وبيلانكا ميهايلوفا، وفالك بيسانو، وجوليكا روديليوس، وفيونا تان، وجنيفر تي، وجان فان تورن، وفينسنت فولسما، وأندروس زينس براون. في الشهر الأول بعد إعادة الافتتاح، استقبل المتحف أكثر من 95000 زائر. في عام 2017، استضاف متحف ستيدليك فعاليات النسخة السابعة عشر من مهرجان سونيك آكتس.

## التخريب والسرقة

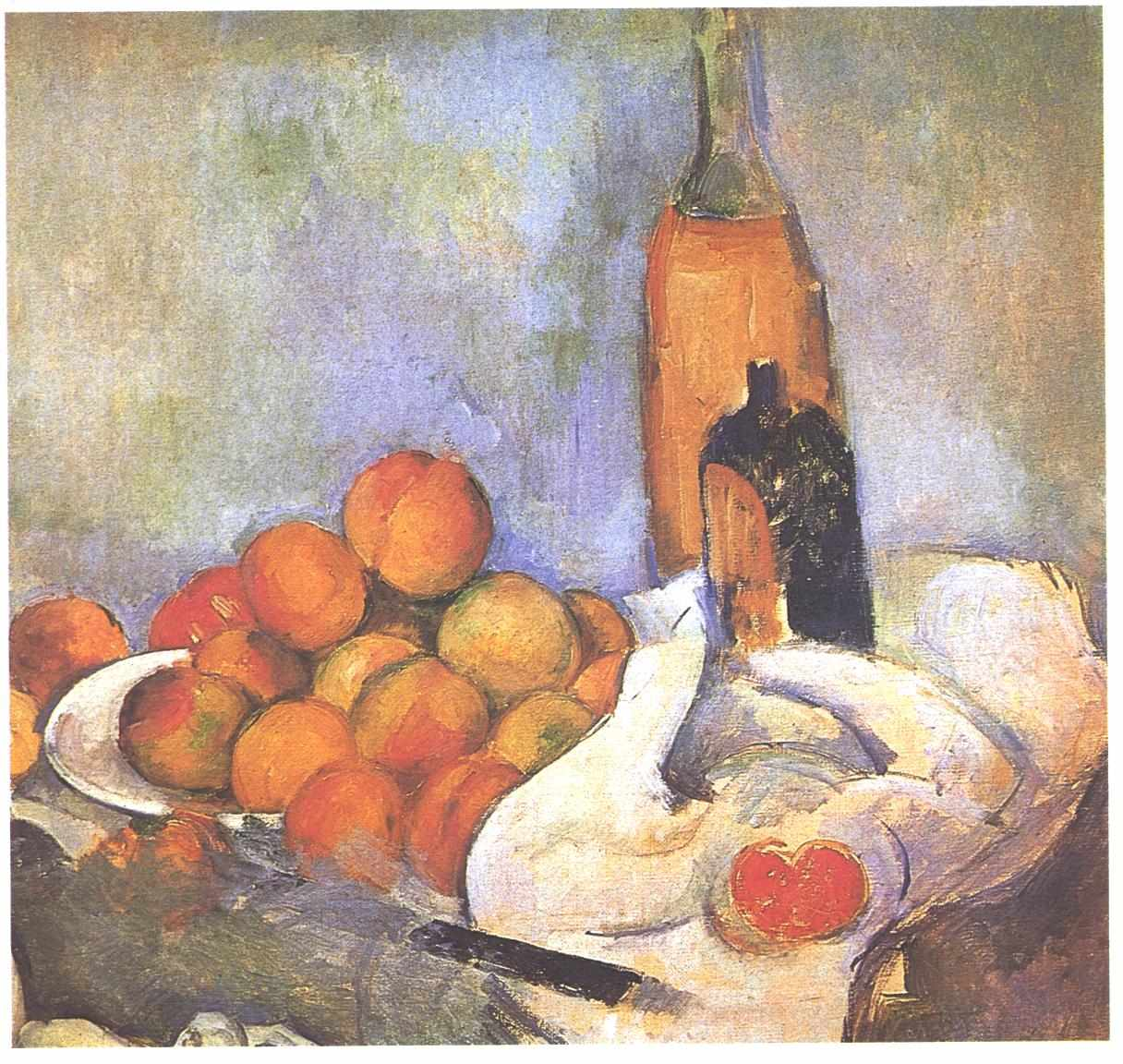
لا تزال الحياة مع الزجاجات والتفاح من قبل بول سيزان قد سُرقت في عام 1988

في 21 مارس 1986، قام جيرارد جان فان بلاديرين بقص لوحة من يخاف من الأحمر والأصفر والأزرق الثالث (1967) لبارنيت نيومان بسكين متعدد الاستخدامات خلال حلقة ذهانية. وحُكم عليه بالسجن ثمانية أشهر مع المراقبة لمدة عامين، ومُنع من دخول المتحف ثلاث سنوات. في 21 تشرين الثاني عام 1997، فان بلادرين، وهو نفس مخرب، وقطع عرش الأسقف اللوحة (1951)، أيضا بارنيت نيومان. في المحكمة، تذرع بالجنون ولم تتم إدانته، ولكن تم منعه من دخول المتحف نهائيًا.
في 20 مايو 1988، حدثت أول سرقة فنية من ستيدليك. سُرقت اللوحات الثلاث زهرية مع قرنفل (1886) لفنسنت فان جوخ، شارع في نيفيرز (1874) ليوهان جونغكيند، وحياة ثابتة مع زجاجات وتفاح لبول سيزان أثناء اقتحام. في 31 مايو 1988، استعادت الشرطة اللوحات الثلاث غير متضررة متظاهرين بأنهم مشترون. تم القبض على اللص وإدانته.
في 15 مايو 2011، تم الاحتفال بفوز أياكس الآسيوي في البطولة الوطنية في ساحة المتحف. خلال الاحتفال، قام المشجعون بإتلاف سطح جناح بنتيم كروويل وألواح زجاجية، مما أدى إلى ضرر بقيمة 400.000 يورو  ودفع تغيير مكان ملعب أمستردام أرينا للاحتفال بفوز أياكس الآسيوي اللاحق عام 2012. على الرغم من هذه المشكلات، صرحت حكومة مدينة أمستردام بأنها ستظل تنظر في استخدام ميدان المتحف كموقع محتمل للأحداث الكبيرة.

## المجموعة الفنيّة
تضم مجموعة المتحف ما يقرب من 90000 قطعة، تم جمعها منذ عام 1874. مع المجموعات والنوى المهمة التي تركز على دي ستايل وباوهاوس وفن البوب وجماعة الكوبرا ومؤخرًا، الانطباعية الجديدة (بالإنجليزية: Neo-Impressionism)‏ التي تُمثل المجموعة تقريبًا كل حركة مهمة في الفن والتصميم في القرنين العشرين والحادي والعشرين. يحتوي ستيدليك أيضًا على مجموعة شاملة من الرسومات واللوحات التي رسمها كازيمير ماليفيتش. تجسد القطع الرئيسية لمؤلفي ما بعد الانطباعيين بول سيزان وفينسنت فان جوخ الفن من أواخر القرن التاسع عشر. المجموعة مقسمة إلى التخصصات التالية:
- تلوين
- النحت
- التركيب
- تتحرك الصورة والصوت
- المطبوعات والرسومات
- ملصقات
- التصوير
- تصميم غرافيك
- التصميم الصناعي
- كتب الفنان
- أرشيف لوسبرت

في أوائل عام 2010، دخل متحف ستيدليك في شراكة مع وكالة التصميم فابريك وشركة الواقع المعزز Layar لتطوير جولات فنية افتراضية تسمى «آرتورز». باستخدام تقنية الهواتف الذكية، يتم التعامل مع الزائرين بقصص وصور إضافية حول المجموعة داخل المتحف وخارجه في جميع أنحاء المدينة. في المرحلة الأخيرة من هذا المشروع في نهاية عام 2011، تمت دعوة الجمهور لإضافة قصصهم وصورهم ومعلومات أخرى من خلال منصة مفتوحة المصدر.
في عام 2018، تم الكشف عن لوحة جدارية أنشأها كيث هارينغ في عام 1986 في مرفق تخزين متحف ستيدليك بعد أن تمت تغطيتها بألواح من الألومنيوم بعد سنوات قليلة من اكتمالها. تعد اللوحة الجدارية التي يبلغ ارتفاعها 40 قدمًا أكبر عمل عام للفنان وتم إنشاؤه لأول معرض متحف منفرد له.

### الرقمنة
في نوفمبر 2009، بدأ المتحف مشروع رقمنة الأرشيف التاريخي، والذي يمتد من 1895 إلى 1980. يحتوي الأرشيف على حوالي 1.5 مليون مستند في حوالي 7000 مجلد، ويتضمن رسائل مراسلات لسجلات المدير والمشتري. تم نقل ملكية الوثائق رسميًا إلى أرشيف مدينة أمستردام، لكن الوثائق ستبقى في متحف ستيديليك حتى اكتمال مشروع الرقمنة.

## مبنى وايسمان

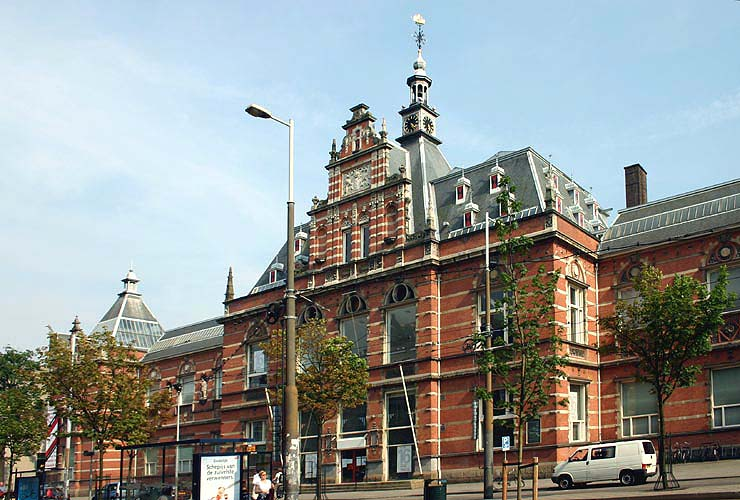
واجهة مبنى وايزمان

صمم المهندس المعماري الهولندي أدريان ويليام ويسمان مبنى ستيدليك في عام 1895. يضفي تصميم الواجهة العلوية والبرج بمزيج من الحجر الباهت والطوب الأحمر المظهر الخارجي للمبنى على شكل عصر النهضة الهولندي الجديد من القرن السادس عشر. في عام 1938، قام المخرج ويليم ساندبرج بطلاء الجدران الداخلية باللون الأبيض، مما أدى إلى إنشاء مساحات معرض «مكعب أبيض». بعد بضع سنوات، في عام 1954، أتيحت الفرصة لساندبرج لبناء امتداد زجاجي إلى حد كبير يحيط بـفان بيرتليستارت، والذي أصبح يشار إليه باسم «ساندبيرغ وينغ». استبدل ساندبرج أيضًا أبواب المتحف الثقيلة وغير الجذابة بمدخل زجاجي. في عام 1934، حول بارد لوجيا فوق المدخل الرئيسي للمتحف إلى مساحة عرض وأعيد طلاء العديد من صالات العرض بألوان فاتحة. عندما تولى رويل منصبه في عام 1936، قام بتركيب أغطية الجدران الخفيفة داخل بعض صالات العرض ووضع مداخل جديدة في صالات العرض في الطابق العلوي. بعد ذلك، في عام 1938، قام رويل بطلاء الدرج متعدد الألوان باللون الأبيض واستبدل الزجاج الأصفر في المنور بزجاج مغسول بالجير.
نظرًا لسوء الصيانة ونقص المرافق الحديثة، بما في ذلك التحكم في المناخ، فقد تم اعتبار المبنى غير قادر على تلبية المعايير الحديثة. بالإضافة إلى ذلك، لم يكن لديها مساحة لعرض أبرز ما في المجموعة على الشاشة الدائمة. منذ بداياتها، منذ أكثر من قرن، ازدادت المجموعة بشكل كبير. أصبحت المستودعات الفنية وورش العمل ضيقة للغاية. في عام 1993، تسبب تسرب في سطح المتحف في إتلاف العديد من اللوحات الكبيرة، من بينها قطع لإلسورث كيلي وجوليان شنابل. أقيمت مسابقة لتجديد المتحف لأول مرة في أوائل التسعينيات، مع فوز روبرت فينتوري على ريم كولهاس، ويم كويست، وكاريل ويبر في الوظيفة. تم استبدال فينتيري بـألفارو سيزا في عام 1996.

## النقل والإضافة
أُغلق المبنى القديم في يناير / كانون الثاني 2004 عندما لم يعد يمتثل لأنظمة الحريق. تم نقل ستيدليك مؤقتًا إلى مبنى بوست-سي إس، وهو مبنى قديم تابع للخدمة البريدية بالقرب من محطة أمستردام المركزية. عندما تم إغلاق موقع بوست-سي إس في عام 2008، نُشر كتاب بعنوان «ستيدليك Museum سي إس - بروسبكت / ريتروسبكت» لإحياء ذكرى بعض المعارض والفنانين الناجحين خلال هذه الفترة، مثل آندي وارهول ورينكي ديكسترا.

### جناح بنثم كروويل

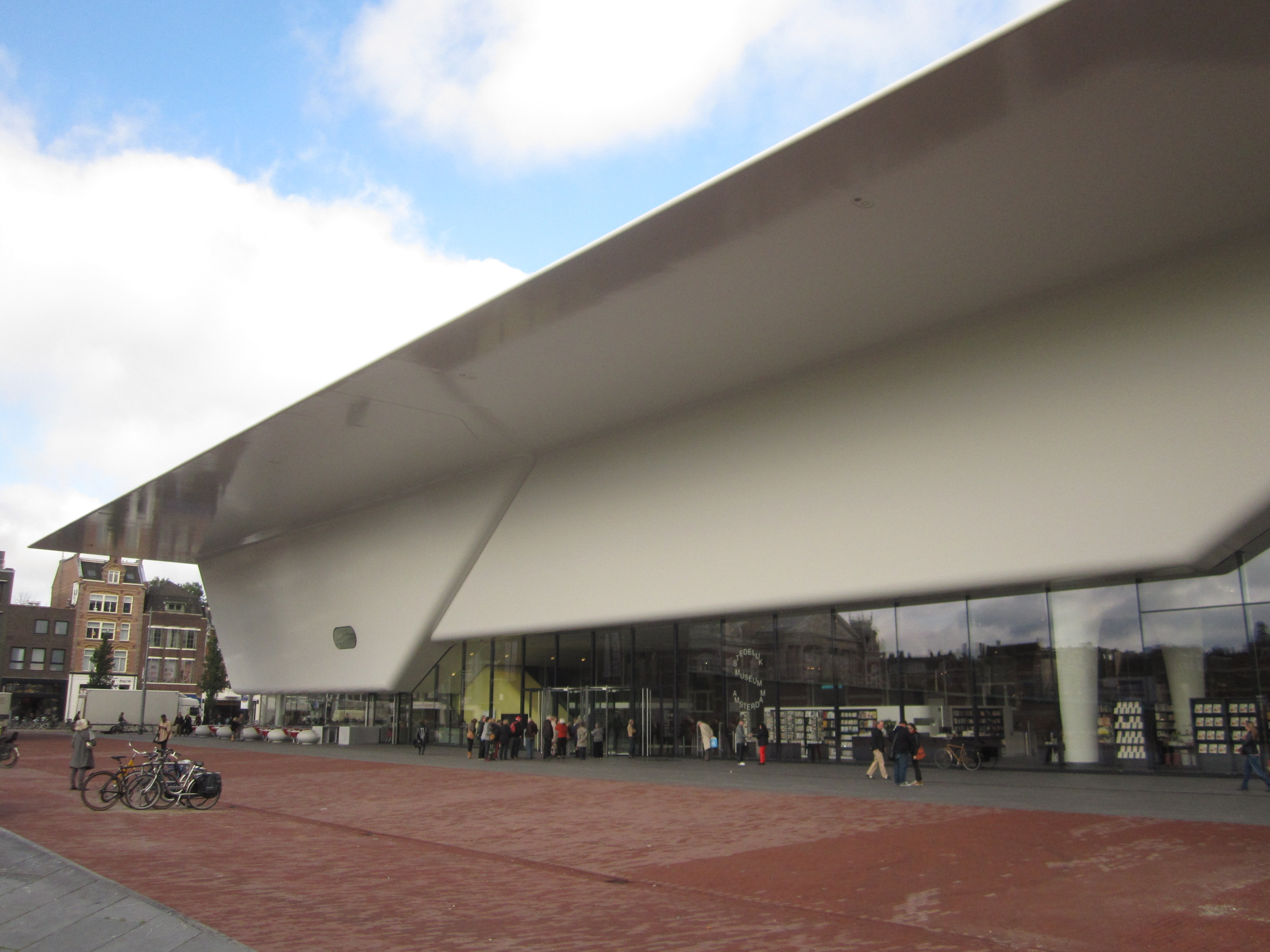
الجناح الجديد للمتحف عام 2012

بعد مزيد من المناقشات حول ما إذا كان سيتم نقل متحف الفن المعاصر إلى حديقة بأمستردام، منحت لجنة تحكيم جديدة في النهاية لشركة بينثيم Crouwel للهندسة عقد التجديد والبناء لتصميم المبنى الجديد، المشار إليه باسم «حوض الاستحمام». تبلغ مساحة معرض ستيدليك الجديد 8000 متر مربع، أي ضعف مساحة المعرض السابقة. كتب مايكل كيميلمان، ناقد الهندسة المعمارية لصحيفة نيويورك تايمز، عن إضافة المتحف، «لا أتذكر رؤية مبنى أكثر سخافة من متحف ستيديليك الجديد.»  ووصفت صحيفة لوس أنجلوس تايمز الامتداد بأنه «كبير الحجم ومطهر وغير متطابق».
عندما صمم ألفارو سيزا الخطط في الأصل، كان من المقرر إعادة الافتتاح في عام 2007. في عام 2004، عندما أقيمت مسابقة جديدة، أصبح من الواضح أن هذا التاريخ لم يكن قابلاً للتحقيق. على الرغم من أن المبنى الأصلي الذي تم تجديده قد اكتمل في أوائل عام 2010، إلا أن الظروف لم تكن مناسبة لعرض الأعمال الفنية بسبب عدم وجود نظام للتحكم في المناخ، والذي كان من المقرر تركيبه في الجناح الجديد. ووجهت الصحافة انتقادات للتأخيرات. وحثت حملة قام بها رجل الأعمال الثقافي الهولندي أوتو نان، بعنوان «ستيدليك دو سامثينغ»، الناس على إرسال رسائل نصية عن خيبة أملهم بشأن التأخيرات. وقد جذب ذلك اهتمامًا إعلاميًا كبيرًا وتجاوبًا كبيرًا من مواقع التواصل الاجتماعي مثل تويتر وفيسبوك. كان نان يأمل في أن يجذب ما وصفه بـ «الانقلاب الودي» الانتباه السياسي باحتلال ميدان المتحف. من خلال إرسال رسائل نصية قصيرة، يمكن للناس جمع الأموال لمساعدة المتحف على إعادة إطلاقه في وقت أقرب. مع المزيد من التأخير في عام 2011 عندما أفلس المقاول ميدريث، نقل خطة إعادة الافتتاح في ربيع عام 2010 إلى عام 2012. ذهب المبنى الأصلي الذي تم ترميمه إلى الأمام وافتتح بمعرض مؤقت في عام 2010، والذي جذب حوالي 223000 زائر.

يؤدي السلم الكهربائي المغلق داخل المتحف من الطابق السفلي مباشرة إلى الطابق العلوي في عام 2012

أنهى المقاول فولكر ويسلز (بالإنجليزية: VolkerWessels)‏ البناء في فبراير 2012، وبعد ذلك تم إنشاء نظام التحكم في المناخ. بعد ثماني سنوات من العمل، تم افتتاح ستيدليك الجديدة في 23 سبتمبر 2012. مع التجديد والتوسيع، يتم عرض أبرز ما في المجموعة في المبنى القديم في سلسلة من العروض التقديمية المتغيرة. يتكون الجناح الجديد من مدخل زجاجي كبير يفتح على ساحة المتحف وصالات عرض مؤقتة في الطابق العلوي وفي الطابق السفلي. كما يضم أيضًا متجر المتحف والمطعم والمكتبة، فضلاً عن قاعة احتفالات. كان المعرض الافتتاحي، بعنوان «ما وراء الخيال»، عرضًا لعمل فنانين ناشئين من أمستردام. تبع ذلك معرض استعادي لفنان لوس أنجلوس الراحل مايك كيلي في ديسمبر 2012.
كلف إتمام المشروع ما مجموعه 127 مليون يورو، أي أكثر من 20 مليون يورو المقدرة في عام 2007، والذي تم تمويله في الغالب من قبل مجلس مدينة أمستردام.

## الهوية المرئية

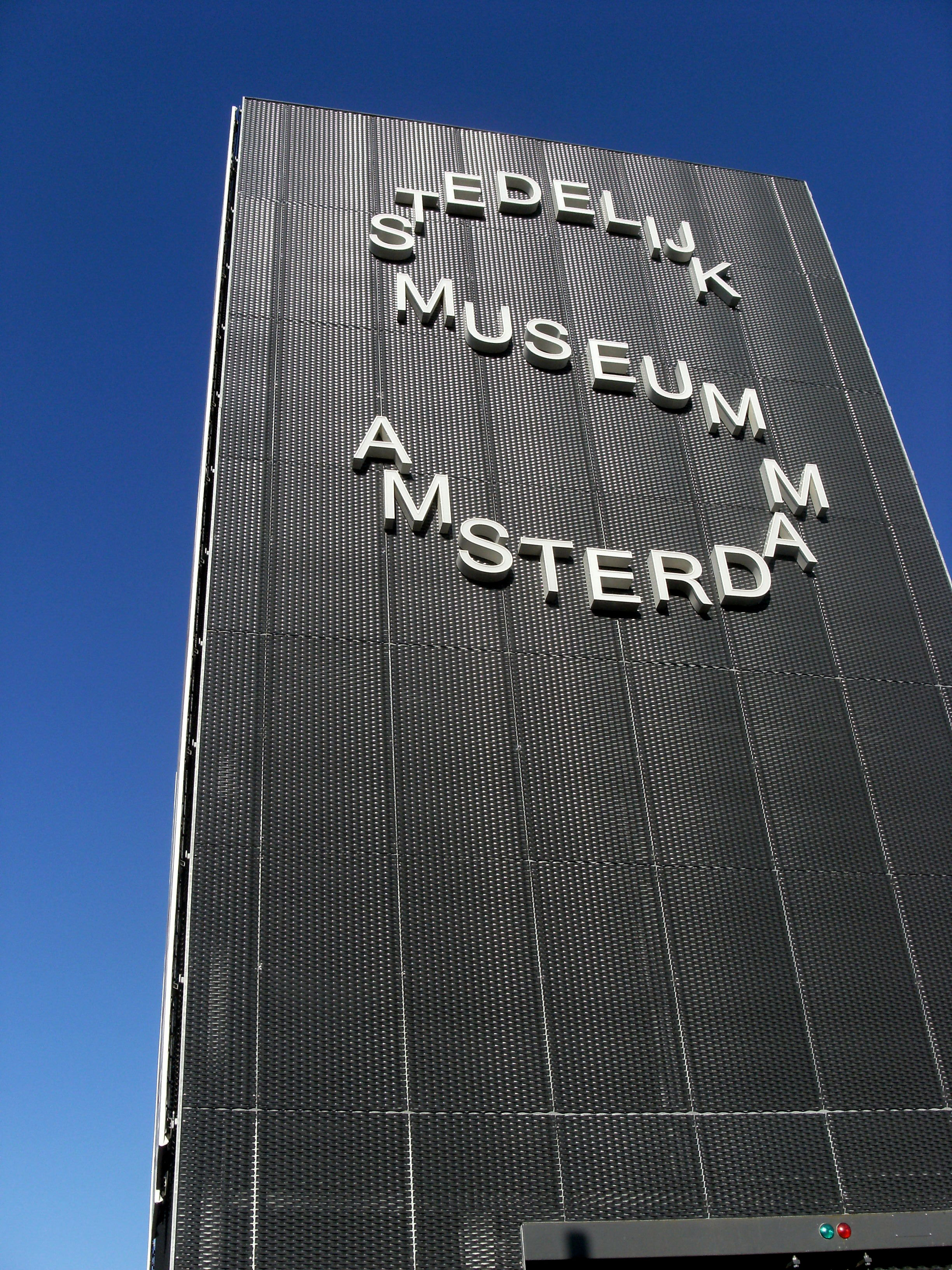
شعار المتحف على الواجهة الخارجية للمبنى عام 2013

في عام 1963، بدأ ويم كراول وشركته للتصميم توتال ديزاين العمل في متحف ستيدليك تحت إشراف المدير الجديد إدواد دي وايلد. صمم كراول كتالوجات ودعوات وملصقات وكتيبات باستخدام شبكة متسقة. لقد أراد توحيد الطباعة باستخدام محرف الكون لأنه يحتوي على نفس الارتفاع × على كل وزن. أصبح هذا التصميم الشبيه بالشبكة معروفًا باسم نمط تصميم إس إم.
أعاد كل من أرماند ميفيس وليندا فان دورسن تصميم الشعار والهوية المرئية للمتحف في عام 2012، والذي تم الكشف عنه تدريجيًا مع إعادة افتتاحه في 23 سبتمبر 2012. كان ميفيس وفان دورسن قد صمما مسبقًا الهوية الرسومية لبرنامج ستيدليك المؤقت من 2010 إلى 2012. الجانب الرئيسي للشعار الجديد هو حرف S كبير الحجم يتكون من أحرف اسم المتحف بأحرف كبيرة. الخط المستخدم هو يونيون، وهو مزيج هجين من هيلفيتيكا وخط آريال، أنشأه المصمم التشيكي راديم بيسكو في عام 2009. يستخدم الاتحاد لجميع اللافتات الداخلية والخارجية للمتحف والمواد والموارد الإضافية. كانت الهوية المرئية للشعار الجديد مثيرة للجدل في البداية، خاصة وأن الشعار الأصلي لويم كراول كان محبوبًا للغاية ومؤثرًا.

## منظمة
| السنة | عدد الزائرين      |
| ----- | ----------------- |
| 2004  | 130500            |
| 2005  | 197,900           |
| 2006  | 200,324           |
| 2007  | 223,411           |
| 2008  | 152103            |
| 2009  | مغلق              |
| 2010  | مغلق              |
| 2011  | 138,720 (تقديريًا) |
| 2012  | 300000 (تقديريًا)  |
| 2013  | 700000            |
| 2014  | 816396            |
| 2015  | 675000 (تقديريًا)  |

في الأصل هيئة بلدية، أصبح متحف ستيدليك في أمستردام مؤسسة في 1 يناير 2006، وهو مسؤول أمام مجلس إشرافي.
كان المتحف 138,720 زائر في عام 2011 و 300,000 زائر في عام 2012. في الأشهر الإثني عشر الأولى بعد إعادة الافتتاح في سبتمبر 2012، كان المتحف 750، 000 زائر. في عام 2013 كان المتحف من 700، 000 زائر. لقد كان المتحف الرابع الأكثر زيارة في هولندا بعد متحف ريجكس، متحف فان جوخ،، وآن فرانك البيت، و87 متحف الفن الأكثر زيارة في جميع أنحاء العالم تلك السنة في عام 2014 و2015، كان المتحف على التوالي 816,396، 675,000 visitors.

### المدراء
- جان إدوارد فان سومرين براند (1895–1906) [42]
- كورنيليس بارد (1906-1936) [42]
- ديفيد رويل (1936-1945) [42]
- فيليم ساندبرج (1945–1963) [42]
- إيدي دي وايلد (1963-1985) [42]
- ويم بيرين (1985-1993) [42]
- رودي فوكس (1993-2003) [42]
- هانز فان بيرز (2003-2005) [42]
- جيجس فان تويل (2005-2009) [42]
- آن غولدشتاين (2010-2013 ؛ العام الماضي كمديرة فنية فقط) [42][43]
- كارين فان جيلست (2013-2017 ؛ مدير عام) [42][44]
- بياتريكس روف (2014-2017 ؛ كمخرج فني) [45][46]
- رين وولفز (منذ 2019، مخرج)
- جاكلين بونغارتز (منذ 2019، المدير العام)